# Saitō Tatsuoki
Saitō Tatsuoki (斎藤龍興?   1548–14 de agosto de 1573) fue un samurái y daimyō japonés de la Provincia de Mino durante el período Sengoku de la historia de Japón.
Tatsuoki heredó el clan Saitō de su padre Yoshitatsu a la temprana edad de 14 años. Tuvo una fuerte rivalidad con Oda Nobunaga, con quien perdió en 1564 aunque pudo salvar su vida. Tatsuoki fue además sobrino de la primera esposa de Nobunaga, Nōhime.